# Anomodon viticulosus

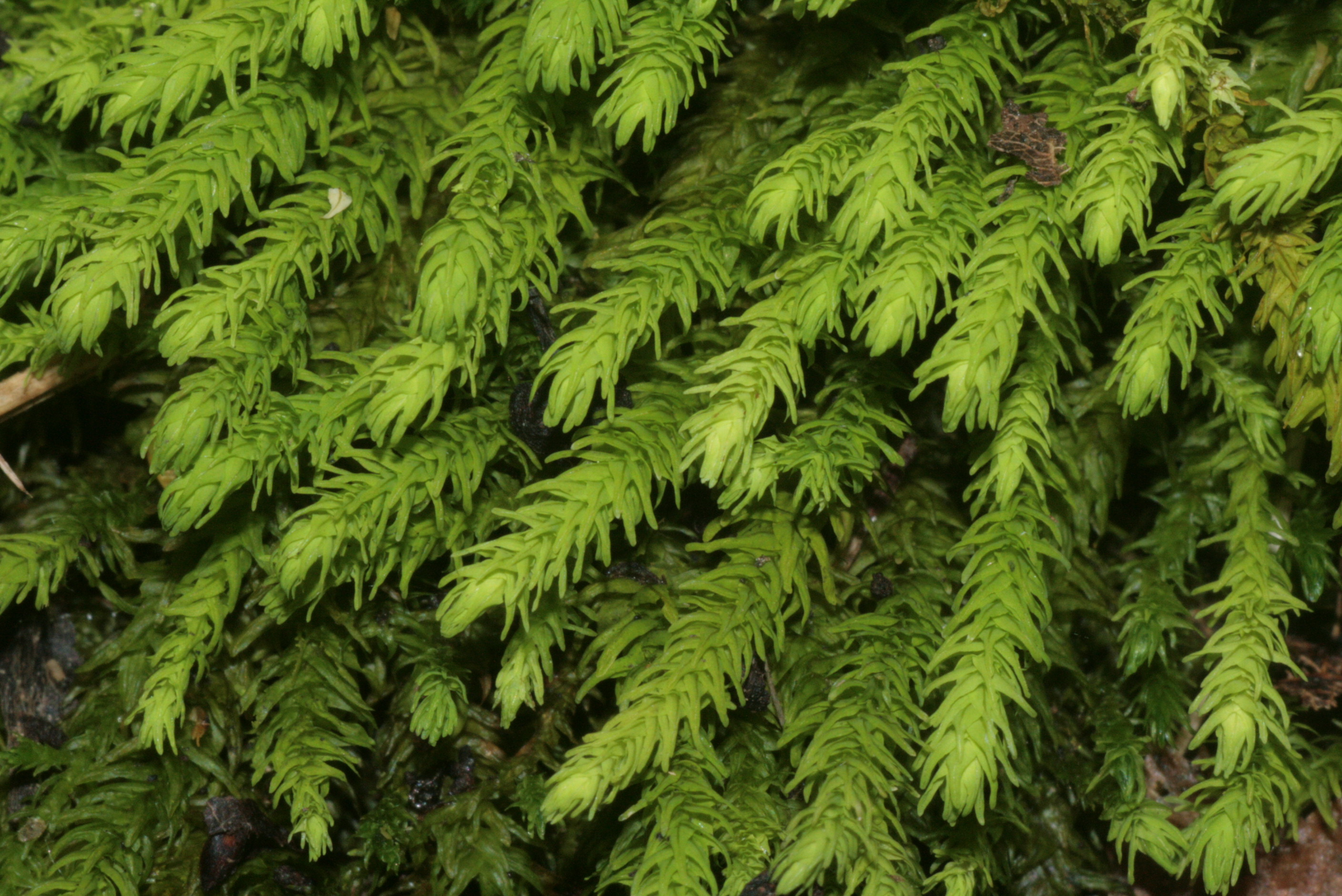
Anomodon viticulosus

Anomodon viticulosus ist eine Laubmoos-Art aus der Familie Thuidiaceae. Deutschsprachige Namen sind Echtes Trugzahnmoos, Echter Wolfsfuß und Rankendes Trugzahnmoos.

## Merkmale
Anomodon viticulosus bildet kräftige, bis quadratmetergroße, gelb- oder frischgrüne, nicht glänzende Rasen. Den kriechenden primären Stämmchen entspringen die aufsteigenden sekundären Stämmchen oder Äste, diese sind wenig verzweigt. Die im trockenen Zustand locker anliegenden, feucht abstehenden, einseitswendigen Astblätter sind 2 bis 3 Millimeter lang, aus breitem Grund allmählich in eine stumpfe Spitze verschmälert. Die häufig welligen Blattränder sind flach bis teilweise umgeschlagen. Die kräftige Blattrippe endet vor der Blattspitze.
Die Blattzellen im oberen Blattteil sind rundlich bis polyedrisch, dünnwandig, undurchsichtig, haben mehreren Papillen pro Zelle und sind in der Blattmitte 8 bis 13 µm groß. In der Mitte des Blattgrundes sind sie durchsichtig, dickwandig, rechteckig bis verlängert und haben keine Papillen.
Sporogone werden bei dieser Art öfters gebildet. Die Seta ist rot und 8 bis 16 Millimeter lang, die Sporenkapsel aufrecht bis etwas geneigt, zylindrisch, gerade bis leicht gekrümmt, der Deckel kurz und schief geschnäbelt.
Die Pflanzen sind zweihäusig.

## Standortansprüche und Verbreitung
Anomodon viticulosus ist hauptsächlich in Kalkgebieten verbreitet, außerhalb dieser selten. Es wächst an schattigen Standorten auf Gestein und an Bäumen. Typische Begleitmoose sind Anomodon attenuatus, Neckera complanata und Porella platyphylla.
Das Moos ist in der Nördlichen Hemisphäre verbreitet: Europa, große Teile Asiens, Nordafrika, Nord- und Zentralamerika. In Europa ist es als Gebirgsmoos der unteren Lagen ab der Hügelstufe ziemlich verbreitet, in der Ebene jedoch selten.